# Pietro (cardinal, 1207)
Pour les articles homonymes, voir Pietro.
Pietro (né en Campanie, Italie, et mort le 28  janvier  1210 ou 1211), est un cardinal italien de l'Église catholique du XIIIe siècle, nommé par le pape Innocent III.

## Biographie
Le pape Innocent III  crée Giovanni cardinal  lors du consistoire de 1207. 